# Timostene
Timostene (in greco antico: Τιμοσθένης?, Timosthénēs; in latino Timosthenes; Rodi, ... – Alessandria d'Egitto?, ...; fl. 270 a.C.-secondo quarto del III secolo a.C.) è stato un ammiraglio, geografo e navigatore greco antico.

## Biografia
Nel decennio compreso tra gli anni Ottanta e Settanta del III secolo a.C., Timostene servì da ammiraglio e capo pilota della marina del re Tolomeo II Filadelfo d'Egitto. Nel secondo quarto del secolo ebbe, inoltre, l'opportunità, con il consenso dei Cartaginesi, di intraprendere una spedizione esplorativa fino alle colonne d'Ercole, prendendo nota delle distanze tra i porti.

## Sui porti
Timostene aveva composto, sulla scorta di quest'attività, un periplo in dieci libri (Περὶ λιμένων, perduto), in cui, partendo dall'Egitto e muovendosi in senso antiorario, descriveva le coste dell'Asia fino al Ponto, poi in Tracia, fermandosi alla Grecia nel V libro.
Il Sui porti fu molto ammirato e citato da poeti come Apollonio Rodio ed altri geografi come Eratostene e Strabone. In effetti, Marciano di Eraclea si spinse fino ad affermare che i Geographikà di Eratostene non fossero nient'altro che un plagio di Timostene, mentre Strabone dice solo che Eratostene preferiva Timostene «al di sopra di qualsiasi altro scrittore, anche se spesso va anche contro di lui».
Secondo il geografo greco Agatemero (metà del III secolo d.C.), Timostene di Rodi avrebbe sviluppato un sistema di dodici venti con l'aggiunta di quattro venti rispetto agli otto classici, introducendo la rosa completa a 12 punte: in effetti, Timostene sarebbe stato, probabilmente, il primo dei geografi greci ad utilizzare i venti per l'orientamento geografico, piuttosto che semplicemente come fenomeni meteorologici.

## Opere minori
Strabone riporta anche che Timostene avrebbe scritto un peana per un concorso musicale ai Giochi pitici a Delfi, accompagnato dal flauto e dalla cetra, celebrando la gara tra Apollo e il serpente Pitone. Ulteriore opera, anche questa dubbia, era un ᾽Εξηγητικὁν (Libro esegetico), sull'interpretazione del diritto sacrale.